# 애국주의

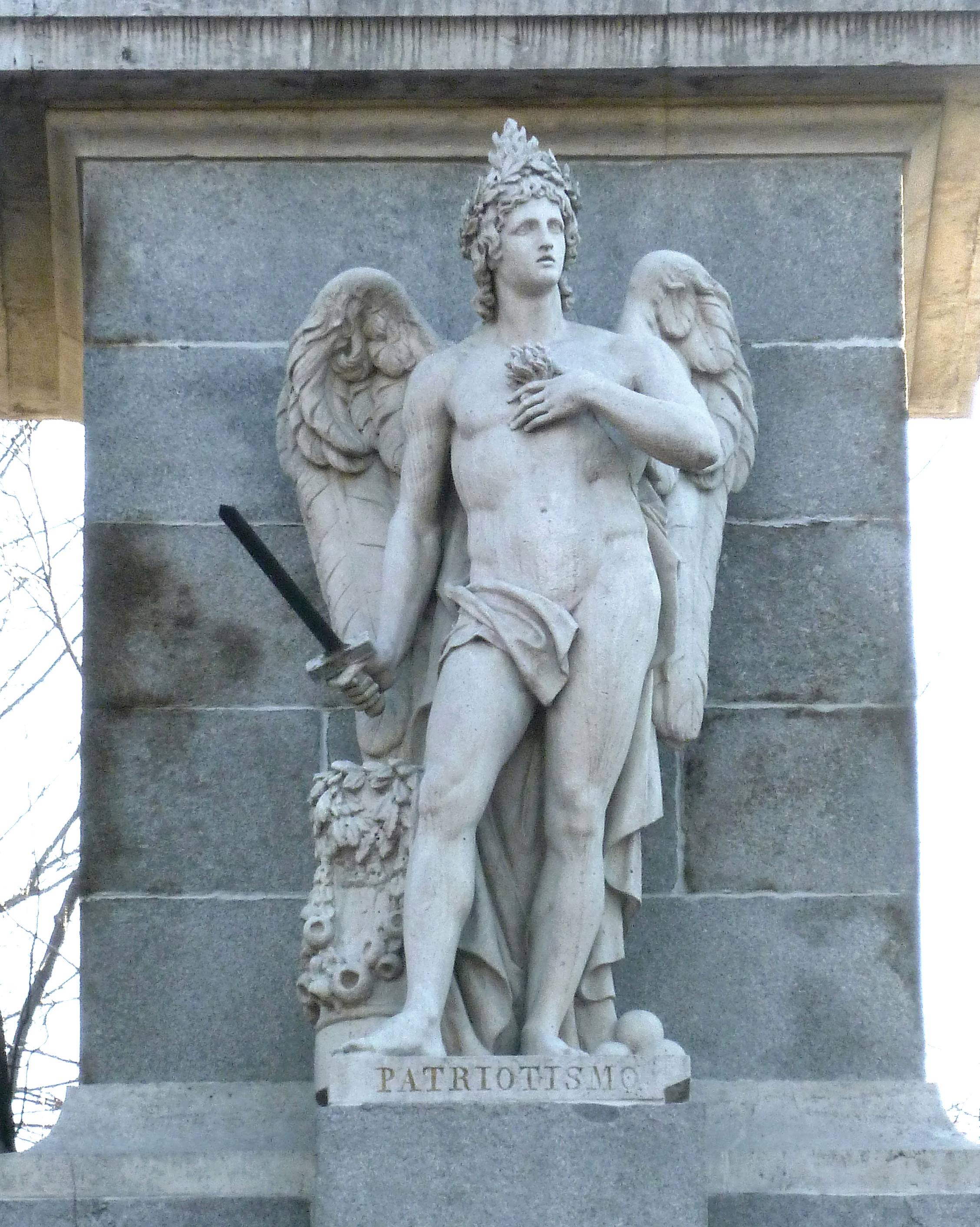

애국주의(愛國主義, patriotism)는 자신의 국가를 사랑하고 몸바쳐 헌신하려는 사상을 말한다.

## 미국의 청교도들의 국가관
미국이 개척된 후, 초기 정착자들 중에 청교도들은 영국인은 영국은 하나님의 선택을 받은 '새로운 이스라엘'라는 개혁주의의 언약신학과 칼빈주의의 예정론을 접목한 그들만의 독특한 애국관을 갖고 있었다.  이들은 새로이 개척한 신대륙에서 그들이 가진 하나님과의 언약을 통한 신앙의 자유를 누릴 기대에 차 있었다.  그래서 이 나라도 하나님이 반드시 그들과 언약을 맺은 것이라는 강한 신념이 있었다. '선민사상'적인 인식이 그들의 애국심으로 발전되는 것은 그리 어려운 일이 아니었다.  하지만, 그들은 국가 이전에 하나님의 말씀에 대한 철저한 사랑과 순종이 그들의 삶에 온통 자리잡고 있었다.
계시록 5:9 '각 족속과 방언과 백성과 나라 가운데서 사람들을 피로 사서 하나님께 드리시고 저희로 우리 하나님 앞에서 제사장을 삼으셨으니 저희가 땅에서 왕노릇하리로다.

## 미국 독립전쟁 당시의 애국주의자
미국 독립전쟁이 시작되기 몇 년 전부터, 독립을 지향하는 애국주의자(패트리어트)와 영국 본국과 왕에 대한 충성하는 왕당파 사이의 대립 구조가 생겨났다. 애국주의자들은 자칭 또는 타칭으로 'Americans', 'Whigs(휘그 당원)', 'Congress-Men(대륙회의파)', 'Rebels(반역자)'로 불렸다. 미국에는 원래 영국에서 이민 온 사람이 많았지만, 미국 독립전쟁 무렵에서 이민이 시작된 지 150년이 지나 자주 독립의 기운이 높아지고 있었다. 그 가운데 영국 정부의 압력이 계기가 되어 애국주의자라는 이름의 집단이 형성되기 시작되었다.
특히, 그들은 하나님의 섭리가운데 그들을 영국에서부터 독립시켜 줄 것이라는 굳센 믿음이 있었고,  그들이 '하나님의 백성'이라는 정체성을 갖고 있었다. 존 윈스럽의 '언덕위의 도시'라는 설교문은 그 당시의 그들의 사고를 짐작할 수 있는 중요한 문헌이 되었다.  미국의 땅에 모두 힘을 합하여 전심으로 그들을 스스로 보호할 뿐만 아니라, 전세계에 영향력을 미쳐야 한다는 생각이 그들을 사로잡았다.

## 애국주의의 변형된 왜곡
애국주의가 변질되어 오직 자신의 민족이나 국가만이 옳고, 정의롭고, 선택받았다는 사고가 오랜 역사 기간 동안 발생되었다.  초기 정착시 인디언을 들짐승과 동일시하며 취급한 사례도 있었고, 흑인들의 노예로 여기는 것에 대해 정당하게 삼는 사례도 있었다.  오직 자신에게만 하나님의 선택받음이라는 것을 적용시키게 되면 이러한 범죄도 아무런 거리낌없이 범하게 된다.(One Nation Under God, 마크 놀, 9쪽)